# Queso Lancashire
El Lancashire es un queso de leche de vaca quebradizo inglés considerado uno de los mejores productos del condado. Muchas granjas locales producen este famoso queso, que está históricamente relacionado con la ciudad de Leigh. El queso Lancashire puede clasificarse como «quebradizo», «sabroso» o «cremoso». Como no se vuelve grasiento al derretirse, algunos lo consideran idóneo para preparar el Welsh rarebit.
El Lancashire se vende con frecuencia en supermercados, si bien como sucede con muchos otros quesos este producto sabe sustancialmente diferente a las variedades elaboradas en las granjas locales. Los quesos Lancashire comerciales tienden a dejarse madurar solo 6 a 8 semanas, lo que resulta en un producto quebradizo, fresco y ácido. Los que se dejan madurar más, al menos 5 meses e idealmente de 6 a 8, tienen una textura más cremosa y un sabor más profundo, almendrado y suave.
Tradicionalmente se toma con pasteles Eccles y Chorley.